# Bayon (Meurthe-et-Moselle)
Pour les articles homonymes, voir Bayon.
Bayon [bajɔ̃] est une commune française située dans le département de Meurthe-et-Moselle en région Grand Est.
Ses habitants sont appelés les Bayonnais.

## Géographie
Le site géographique dans lequel la ville de Bayon s'est élevée a la forme d'une falaise dominant la rive droite de la Moselle. Un affluent de cette dernière, l'Euron, borde la cité historique à l'est, lui offrant une seconde protection naturelle. Il conflue un peu en aval, à Lorey.
Bayon est un carrefour routier important qui dessert les directions de Nancy, Lunéville, Haroué, Vézelise, Charmes, Rambervillers et Épinal. L'arrivée du chemin de fer en 1860 entraînera une extension de la ville vers la gare. Aujourd'hui cette gare, implantée en fait sur le territoire de Virecourt, est très bien desservie.
De nouvelles constructions sur la rive droite de l'Euron composent le quartier des Évelottes. Vers le nord-est, l'altitude croît rapidement, atteignant 397 mètres à Autreval. La départementale 9 vers Lunéville prend cependant cette direction, mettant le chef-lieu d'arrondissement à 20 km. Pour les autres directions, il est rapide de rejoindre le nouveau tracé à quatre voies de la RN 57, 6 km vers l'ouest, à Laneuveville-devant-Bayon. Ainsi, Nancy est à 33 km, Charmes à 13 km et Épinal à 48 km.
La cité, adossée à des collines boisées, nichée dans la verdure, a préservé un patrimoine architectural intéressant. Le développement ne s'y est pas effectué de façon anarchique. Les différentes époques ont chacune leur quartier mais l'ensemble est homogène. C'est la diversité dans l'unité.

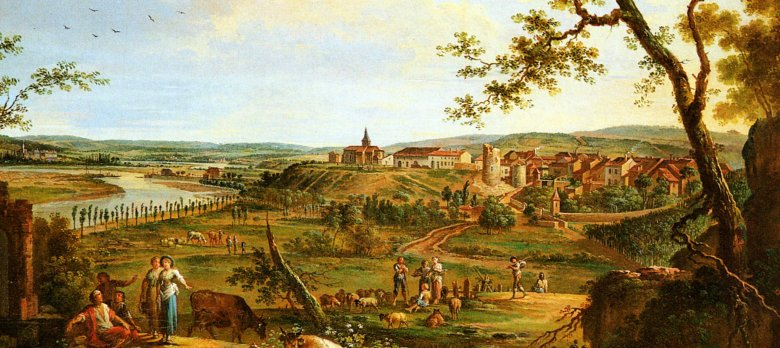
Bayon et la Moselle vues par Jean-Baptiste Claudot (~1800).

|                      | Lorey     |             |
| Roville-devant-Bayon | Bayon     | Haigneville |
|                      | Virecourt | Froville    |

### Hydrographie
La commune est dans le bassin versant du Rhin au sein du bassin Rhin-Meuse. Elle est drainée par la Moselle et l'Euron,.
La Moselle, d'une longueur totale de 560 kilomètres dont 314 kilomètres en France, prend sa source dans le massif des Vosges au col de Bussang et se jette dans le Rhin à Coblence en Allemagne. 
L'Euron, d'une longueur de 28 km, prend sa source dans la commune de Saint-Genest et se jette  dans la Moselle à Lorey, après avoir traversé dix communes. 

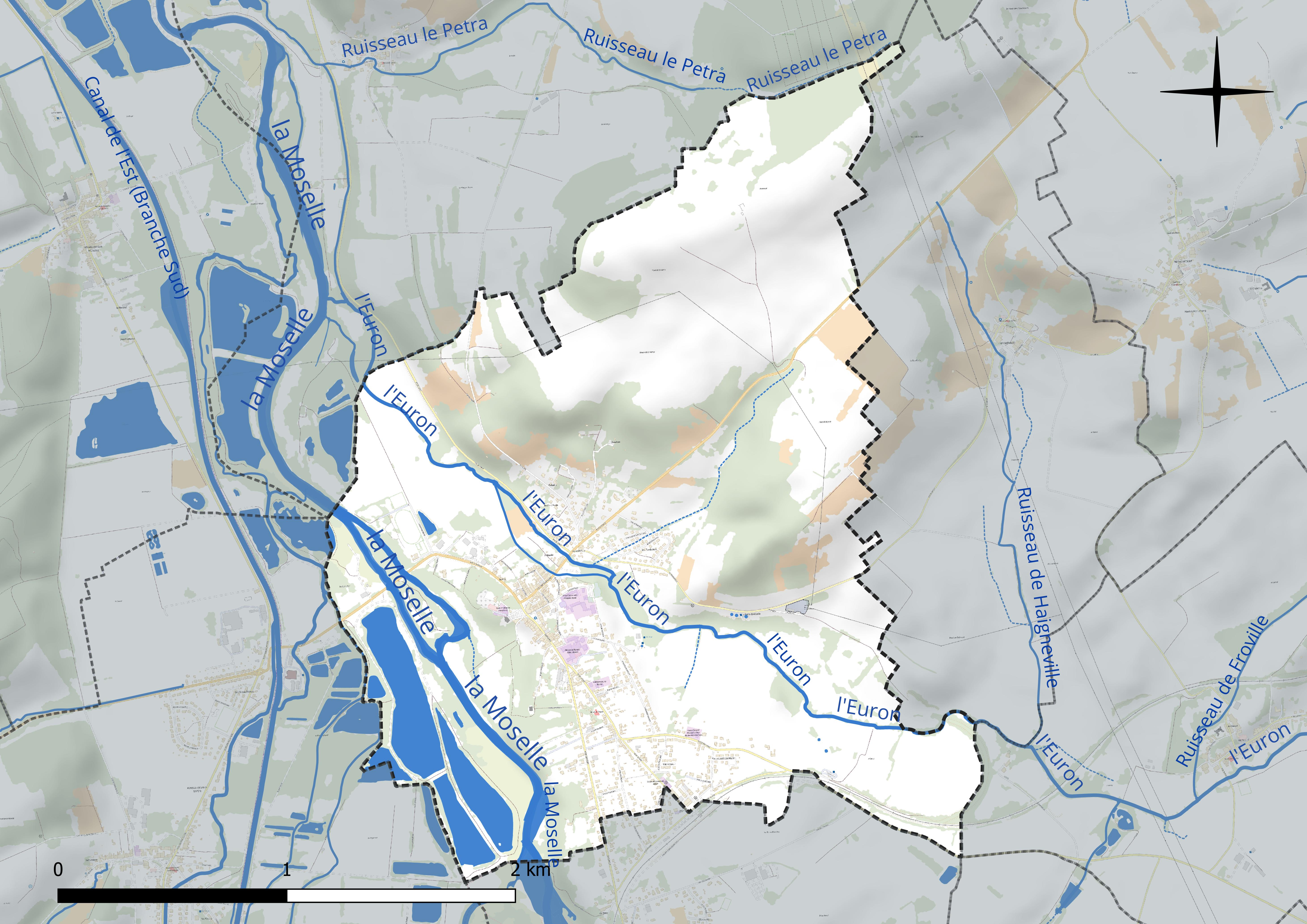
Réseau hydrographique de Bayon.

Un plan d'eau complète le réseau hydrographique : les étangs de la Saussaie (11,8 ha),.

### Climat
Pour des articles plus généraux, voir Climat du Grand Est et Climat de Meurthe-et-Moselle.
En 2010, le climat de la commune est de type climat des marges montargnardes, selon une étude du Centre national de la recherche scientifique s'appuyant sur une série de données couvrant la période 1971-2000. En 2020, Météo-France publie une typologie des climats de la France métropolitaine dans laquelle la commune est exposée à un climat semi-continental et est dans la région climatique  Lorraine, plateau de Langres, Morvan, caractérisée par un hiver rude (1,5 °C), des vents modérés et des brouillards fréquents en automne et hiver. 
Pour la période 1971-2000, la température annuelle moyenne est de 9,9 °C, avec une amplitude thermique annuelle de 17,1 °C. Le cumul annuel moyen de précipitations est de 920 mm, avec 12,3 jours de précipitations en janvier et 9,5 jours en juillet. Pour la période 1991-2020, la température moyenne annuelle observée sur la station météorologique de Météo-France la plus proche, « Roville », sur la commune de Roville-aux-Chênes à 23 km à vol d'oiseau, est de 10,3 °C et le cumul annuel moyen de précipitations est de 833,3 mm. 
La température maximale relevée sur cette station est de 40 °C, atteinte le 25 juillet 2019 ; la température minimale est de −24,5 °C, atteinte le 2 janvier 1971,,. 
Les paramètres climatiques de la commune ont été estimés pour le milieu du siècle (2041-2070) selon différents scénarios d'émission de gaz à effet de serre à partir des nouvelles projections climatiques de référence DRIAS-2020. Ils sont consultables sur un site dédié publié par Météo-France en novembre 2022.

## Urbanisme

### Typologie
Au 1er janvier 2024, Bayon est catégorisée bourg rural, selon la nouvelle grille communale de densité à sept niveaux définie par l'Insee en 2022.
Elle est située hors unité urbaine. Par ailleurs la commune fait partie de l'aire d'attraction de Nancy, dont elle est une commune de la couronne,. Cette aire, qui regroupe 353 communes, est catégorisée dans les aires de 200 000 à moins de 700 000 habitants,.

### Occupation des sols
L'occupation des sols de la commune, telle qu'elle ressort de la base de données européenne d’occupation biophysique des sols Corine Land Cover (CLC), est marquée par l'importance des territoires agricoles (70,9 % en 2018), en diminution par rapport à 1990 (72,9 %). La répartition détaillée en 2018 est la suivante : prairies (33,1 %), terres arables (21,4 %), zones urbanisées (13,9 %), cultures permanentes (9,6 %), forêts (9,1 %), zones agricoles hétérogènes (6,8 %), eaux continentales (6,1 %). L'évolution de l’occupation des sols de la commune et de ses infrastructures peut être observée sur les différentes représentations cartographiques du territoire : la carte de Cassini (XVIIIe siècle), la carte d'état-major (1820-1866) et les cartes ou photos aériennes de l'IGN pour la période actuelle (1950 à aujourd'hui).

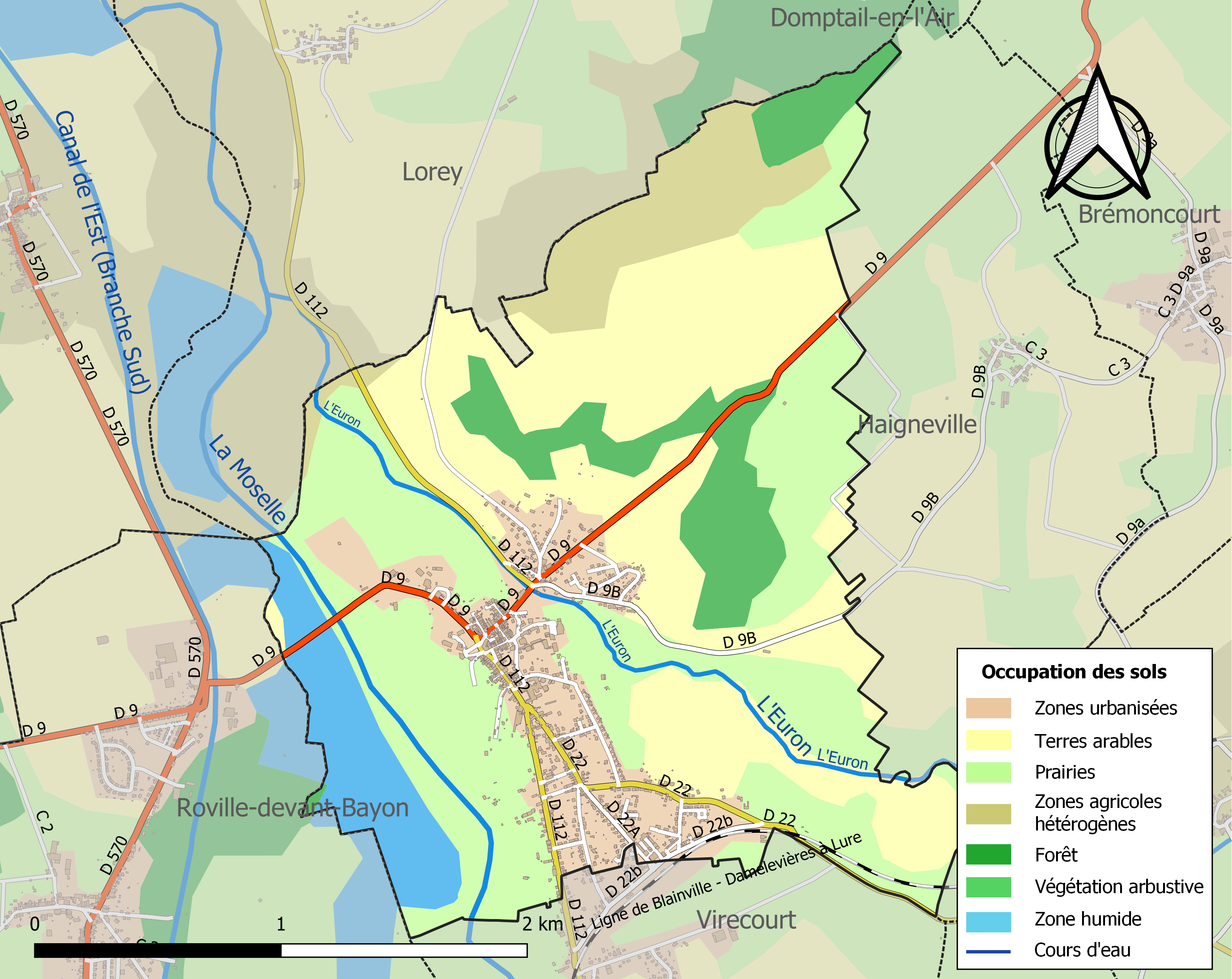
Carte des infrastructures et de l'occupation des sols de la commune en 2018 (CLC).

## Toponymie
Le nom de la localité est attesté sous les formes Abajum (XIIIe siècle) ; Beon (1260) ; Baon (1295) ; Bayons (1322) ; Baion (1351) ; Bayo, Bao (1394) ; Oppidum de Bayonno (1416) ; Baionum (1513) ; Baio (1675).

Bayon, un diminutif de Bay, est un nom de famille, issu d'un nom d'homme germanique Baio, désignant en ancien français la couleur baie de la robe d'un cheval, brun-rouge. Ce nom s'est appliqué à un homme dont la barbe et les cheveux sont roux et noirs.

## Histoire
Ce site privilégié, appelé autrefois "La Côte Lebel", fut un camp fortifié de l'âge du fer. Défendu d'un côté par la Moselle et de l'autre par l'Euron, ce camp fut longuement occupé comme en témoignent les nombreuses monnaies et débris de poteries.
Au XIIIe siècle Henri le Lombard, fils du duc Ferry Ier de Lorraine, prend le nom de Bayon dont il est seigneur. Il y construit un château entouré de solides murailles flanquées de fortes tours dont on voyait encore les vestiges à la fin du XIXe siècle. La famille de Bayon s'éteint rapidement et, après un partage en 1422, la seigneurie passe entre les mains de la Maison de Haraucourt. Profitant de sa position, la ville s'enrichit aux dépens des voyageurs.
Un moment alliée aux Bourguignons, la forteresse va subir les assauts des comtes de Vaudémont, des ducs de Lorraine, pour finir comme la plupart des forteresses lorraines, démantelée par les Français en 1636, sur ordre de Louis XIII et Richelieu. Seules les trois portes (de Moselle, de Lunéville, de Charmes) ont subsisté jusqu'au dernier tiers du XIXe siècle (cadastre de 1824).
Bayon est érigé en marquisat en 1720 en faveur de Marie Isabelle de Ludres, et devient la propriété de Chaumont de la Galaizière en 1757.
À la Révolution, Bayon devient chef-lieu de canton dans le district puis l'arrondissement de Lunéville.

## Politique et administration

### Liste des maires

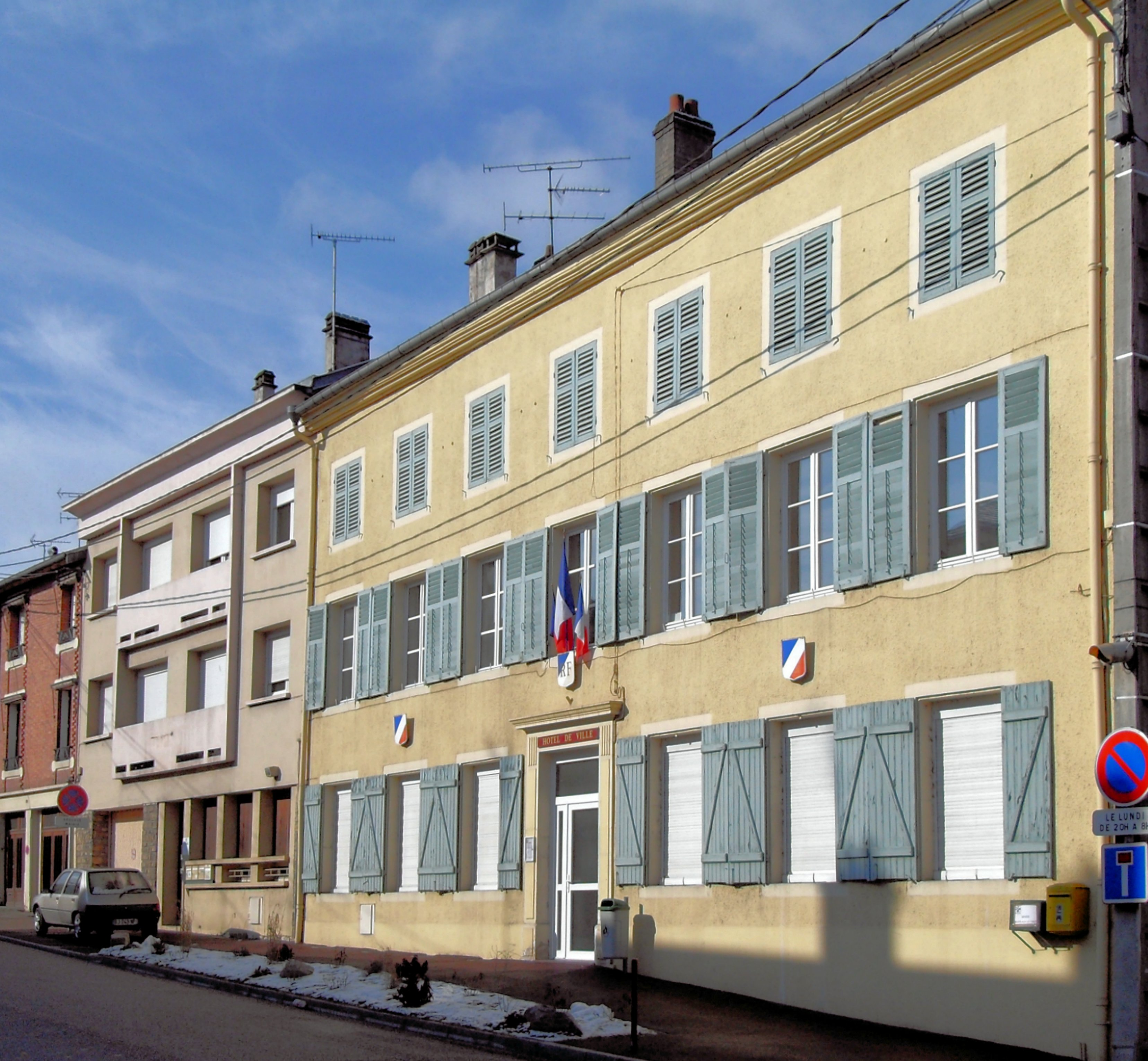
Hôtel de ville de Bayon.

| Période                                  | Période   | Identité         | Étiquette | Qualité |
| ---------------------------------------- | --------- | ---------------- | --------- | ------- |
| Les données manquantes sont à compléter. |           |                  |           |         |
| 1965                                     | 1971      | Joseph Najean    |           |         |
| 1971                                     | mars 1983 | Pierre Goetzmann |           |         |
| mars 1983                                | mars 1995 | Jean-Paul Moog   | SE        |         |
| mars 1995                                | mars 2002 | Louis Uhlrich    | SE        |         |
| mars 2002                                | mars 2008 | Jean-Daniel Blot | SE        |         |
| mars 2008                                | mars 2014 | Michel Claire    | SE        |         |
| mars 2014                                | juin 2020 | Jacques Baudoin  | SE        |         |
| juin 2020                                | En cours  | Nicole CHARROIS  | SE        |         |

### Jumelage
- Straelen (Allemagne) depuis le 7 juillet 1963 (2e ville de Meurthe-et-Moselle à avoir été jumelée avec l'Allemagne, après Nancy).

## Population et société

### Démographie
L'évolution du nombre d'habitants est connue à travers les recensements de la population effectués dans la commune depuis 1793. Pour les communes de moins de 10 000 habitants, une enquête de recensement portant sur toute la population est réalisée tous les cinq ans, les populations de référence des années intermédiaires étant quant à elles estimées par interpolation ou extrapolation. Pour la commune, le premier recensement exhaustif entrant dans le cadre du nouveau dispositif a été réalisé en 2005.

En 2022, la commune comptait 1 556 habitants, en évolution de −2,87 % par rapport à 2016 (Meurthe-et-Moselle : −0,13 %, France hors Mayotte : +2,11 %).
| 1793 | 1800 | 1806 | 1821 | 1831 | 1836 | 1841 | 1846 | 1851 |
| ---- | ---- | ---- | ---- | ---- | ---- | ---- | ---- | ---- |
| 708  | 793  | 757  | 779  | 812  | 911  | 910  | 913  | 924  |

| 1856 | 1861 | 1872 | 1876  | 1881  | 1886  | 1891  | 1896  | 1901  |
| ---- | ---- | ---- | ----- | ----- | ----- | ----- | ----- | ----- |
| 960  | 956  | 970  | 1 004 | 1 023 | 1 053 | 1 171 | 1 251 | 1 187 |

| 1906  | 1911  | 1921  | 1926  | 1931  | 1936  | 1946  | 1954  | 1962  |
| ----- | ----- | ----- | ----- | ----- | ----- | ----- | ----- | ----- |
| 1 256 | 1 249 | 1 226 | 1 317 | 1 243 | 1 211 | 1 161 | 1 217 | 1 343 |

| 1968  | 1975  | 1982  | 1990  | 1999  | 2005  | 2006  | 2010  | 2015  |
| ----- | ----- | ----- | ----- | ----- | ----- | ----- | ----- | ----- |
| 1 421 | 1 515 | 1 530 | 1 464 | 1 404 | 1 408 | 1 444 | 1 566 | 1 593 |

| 2020  | 2022  | - | - | - | - | - | - | - |
| ----- | ----- | - | - | - | - | - | - | - |
| 1 530 | 1 556 | - | - | - | - | - | - | - |

## Culture locale et patrimoine

### Lieux et monuments

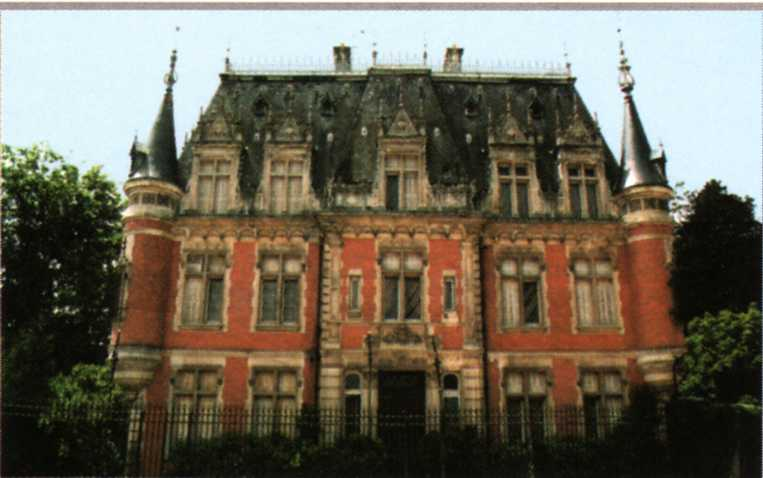
Château XIXe néo-Renaissance

- Château début XIIIe siècle disparu au XVIIe siècle, démantelé par les Français en 1636, sur ordre de Richelieu, remplacé en 1874 par une maison de maître de style néo-Renaissance, détruite au cours de la seconde Guerre mondiale, elle a été reconstruite à un emplacement légèrement différent.
- Cimetière militaire
- Canal de l'Est : port.
- Réserve naturelle régionale de la Moselle sauvage
- Église Saint-Martin, de style néo-Renaissance, du XIXe siècle : sépulcre XVe siècle[24]; statues; grand orgue et orgue de chœur. L'église est inscrite en totalité au titre des monuments historiques par arrêté du 28 mars 2012[25]. L'église a été construite en 1881-1883, consacrée le 28 septembre 1884, sur les plans de l'architecte Léopold Gigout. (Il construira par ailleurs une église jumelle (identique) à Laheycourt (Meuse), qui s'est écroulée dans la nuit du 7 au 8 avril 1983). Dimensions : 44,25 mètres de long, 18,25 mètres de large, une hauteur sous voûte de 15 mètres et sous la coupole de 18 mètres. La flèche s'élance à 54 mètres de hauteur[26].
- Chapelle de la résidence Saint-Charles.

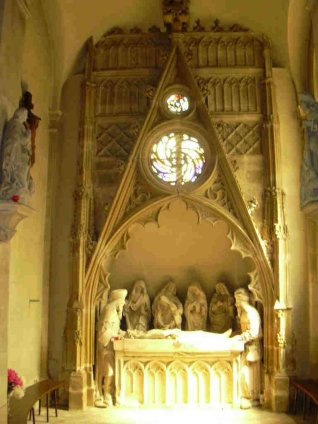
Mise au tombeau Renaissance dans l'église XIXe.
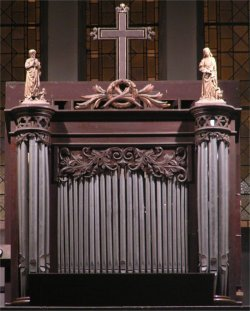
L'ancien orgue.
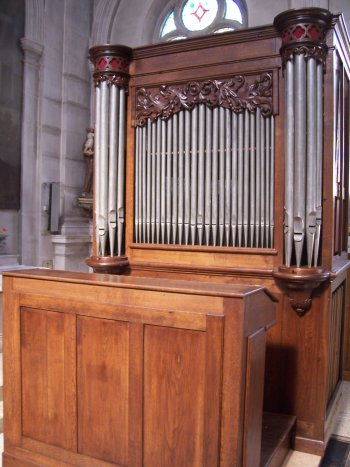
L'orgue de chœur réutilise l'ancien buffet restauré (orgue Clergeau de 1861).
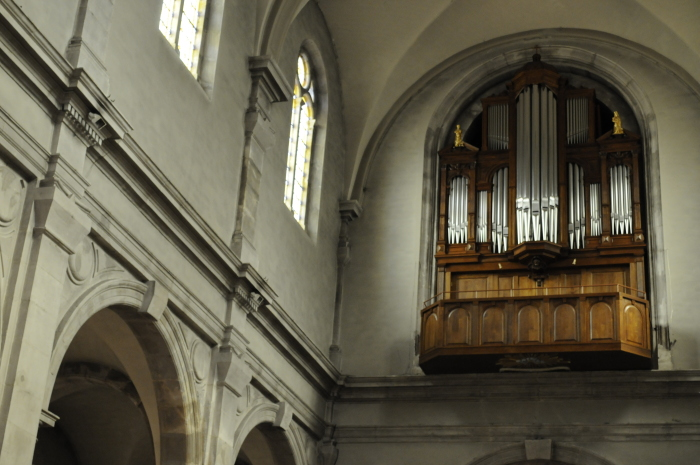
Le nouvel orgue symphonique de tribune reconstruit par la manufacture Kern de Strasbourg et inauguré le 12 octobre 2008.

### Personnalités liées à la commune
- Étienne Cunin, né en 1741 à Bayon, homme politique député de la Meurthe en 1791.
- Émile Badel, né en 1861 à Saint-Nicolas-de-Port, érudit lorrain, mort à Bayon en 1936.
- Jean Masson, né en 1907 à Bayon, homme politique mort en 1964, Ministre des anciens combattants en 1954.
- Paul Schmidt, né en 1917 à Bayon, Compagnon de la Libération mort en 1983.

### Héraldique, logotype et devise
| Blason de Bayon | Blason  | D'or à la croix de gueules, au franc-quartier d'argent chargé d'un lion de sable armé lampassé de gueules, couronné d'or, sur le tout, d'argent à la bande de gueules chargée de trois alérions d'argent. |
| Blason de Bayon | Détails | Ces armoiries figurent sur un sceau de la seigneurie de Bayon de 1556, conservé aux archives départementales de Meurthe et Moselle. Henri le Lombard brisa les armes ducales en inversant les émaux du champ et des alérions. La terre de Bayon passa par mariage dans la famille de Haraucourt. La seigneurie prit alors les armes de Haraucourt chargées en abîme de celles de ses anciens seigneurs, cadets de Lorraine,. Le statut officiel du blason reste à déterminer. |